# XXI secolo
Il XXI secolo (ventunesimo secolo), detto anche Duemila, è il secolo che inizia nell'anno 2001 e termina nell'anno 2100 incluso.

## Anni 2000
- L'esplosione demografica, assimilabile ad un andamento iperbolico nei secoli precedenti, dà segni di rallentamento.
- Si intensifica il processo di globalizzazione grazie anche alla diffusione di Internet e dei suoi servizi web, nonché di altre tecnologie ICT come cellulari e smartphone (nascita della new economy).
- Le problematiche ambientali (inquinamento, disastri ambientali, cambiamento climatico) ed energetiche (esaurimento dei combustibili fossili) raggiungono un'eco mediatica sempre maggiore per il loro sempre più evidente impatto socioeconomico e la sempre più impellente necessità di soluzione.
- Rivoluzioni colorate per la lotta alla libertà contro alcuni sistemi dittatoriali in alcune nazioni del mondo.
- 2000-2003: seconda guerra del Congo.
- 2000-2005: seconda guerra civile in Sudan.
- 2000-2007: conflitto dell'Ituri.
- 2000-2009: seconda guerra cecena.
- 26 marzo 2000: Vladimir Putin (già presidente ad interim) viene eletto presidente della Federazione Russa.
- giugno 2000: in Siria morte del presidente Hafiz al-Assad e ascesa al potere del figlio Bashar.
- 20 gennaio 2001: insediamento del presidente degli Stati Uniti d'America George W. Bush.
- 1º giugno 2001: Nepal: avviene il massacro dei reali nepalesi.
- 11 settembre 2001: attentati dell'11 settembre 2001. Quattro gruppi terroristici di Al-Qaida dirottano altrettanti aerei di linea e portano due di essi a schiantarsi sulle Torri Gemelle di New York, uno sul Pentagono di Washington ed uno, diretto sul Campidoglio o sulla Casa Bianca, si schianta prima di raggiungerla.
- 7 ottobre 2001: gli Stati Uniti d'America danno il via ad azioni di guerra contro il regime dei Talebani in Afghanistan, ritenuto responsabile di aver favorito l'organizzazione terroristica al-Qaida di Osama bin Laden considerata colpevole degli attentati: Guerra in Afghanistan.
- 2001: conflitto nella Repubblica di Macedonia del 2001, conclusosi con un cessate il fuoco.
- 3 novembre 2001: prima vittoria mondiale nello sport per la Repubblica di San Marino: avviene nel motociclismo con il sammarinese Manuel Poggiali, campione del mondo 125cc.
- 2001: Turkmenistan: Saparmyrat Nyýazow e il culto della personalità: la nascita del Ruhnama.
- 1º gennaio 2002: inizio della circolazione dell'euro.
- 20 maggio 2002: a Timor Est è il Giorno dell'indipendenza dall'Indonesia, con il Leader Xanana Gusmão.
- 10 settembre 2002: la Svizzera entra ufficialmente a far parte dell'ONU.
- 23-26 ottobre 2002: crisi del teatro Dubrovka a Mosca a causa degli indipendentisti ceceni.
- 2002-2008: una serie di attentati rivendicati o attribuiti ad Al Qaida e gruppi collegati nel mondo: attentato di Bali del 12 ottobre 2002, attentati di Casablanca del 2003, Attentati di Madrid dell'11 marzo 2004, Attentati di Londra del 7 luglio 2005, Attentati del 23 luglio 2005 a Sharm el-Sheikh, attentati di Amman del 9 novembre 2005, Attentati di Mumbai dell'11 luglio 2006, Attentati di Mumbai del 26 novembre 2008.
- 2003-2009: conflitto del Darfur.
- 1º febbraio 2003: disastro dello Space Shuttle Columbia al rientro in atmosfera.
- 20 marzo 2003: gli Stati Uniti d'America invadono l'Iraq, causando la seconda guerra del golfo, con l'intenzione di rovesciare il regime di Saddam Hussein, ritenuto impegnato nello sviluppo di armi di distruzione di massa, accusa che poi si rivelerà infondata. In seguito all'invasione, nasce Al-Qaida in Iraq, che si evolverà nello Stato Islamico (ISIS).
- 2003: Georgia: Rivoluzione delle rose: cambio di potere pacifico in Georgia.
- 14 marzo 2004: Il presidente russo Vladimir Putin viene rieletto per un secondo mandato presidenziale.
- 16 marzo 2004: Pakistan: guerra nel Pakistan nord-occidentale, contro gruppi armati militanti.
- 1º maggio 2004: dieci stati, pressoché tutti dell'est, entrano a far parte dell'Unione europea.
- 30 luglio 2004: attentati alle ambasciate di Tashkent in Uzbekistan.
- 1º-3 settembre 2004: strage di Beslan da parte degli indipendentisti ceceni.
- 22 novembre 2004: Ucraina: inizia la Rivoluzione arancione: la Corte Suprema ucraina invalida il risultato elettorale e alle nuove elezioni risulta vincitore Viktor Juščenko.
- 26 dicembre 2004: un maremoto nell'Oceano Indiano causa circa 230 000 vittime.
- 2004-2008: conflitto del Kivu.
- 2 aprile 2005: morte di papa Giovanni Paolo II ed elezione di papa Benedetto XVI.
- 23 agosto 2005: l'uragano Katrina si abbatte su New Orleans.
- 2005: Rivoluzione dei tulipani in Kirghizistan: dimissioni del presidente Askar Akayev e del suo governo.
- 2005: Disordini in Belize del 2005.
- 3 giugno 2006: il Montenegro ottiene l'indipendenza dalla confederazione di Serbia e Montenegro a seguito di un referendum svoltosi il 21 maggio precedente.
- luglio-agosto 2006: l'Esercito israeliano invade il Libano per rappresaglia contro il movimento sciita Hezbollah.
- 27 dicembre 2007: assassinio di Benazir Bhutto, ex primo ministro pachistana.
- 17 febbraio 2008: dichiarazione di indipendenza del Kosovo dalla Serbia.
- 2 marzo 2008: in Russia si svolgono le elezioni presidenziali che vedono la vittoria di Dmitrij Medvedev.
- 28 maggio 2008: in Nepal viene istituita la Repubblica dopo 240 anni di monarchia, nel contesto della quale si distinse la figura determinante di Girija Prasad Koirala.
- 29 giugno 2008: inizia l'Anno Giubilare Paolino indetto da papa Benedetto XVI.
- 2 luglio 2008: liberata in Colombia dopo più di 6 anni dal sequestro Íngrid Betancourt, attivista per i diritti civili.
- 15 settembre 2008: crollo della borsa americana con conseguenze a livello mondiale dando vita alla grande recessione.
- 20 gennaio 2009: insediamento del presidente degli Stati Uniti d'America Barack Obama. Primo presidente afroamericano degli Stati Uniti d'America.
- 2 febbraio 2009: l'Iran lancia il suo primo satellite, Omid.
- 6 aprile 2009: terremoto all'Aquila.
- 18 maggio 2009: Sri Lanka: termina la Guerra civile in Sri Lanka, contro l'organizzazione delle Tigri Tamil: resa delle Tigri Tamil.

## Anni 2010
- 12 gennaio 2010: un terremoto ad Haiti provoca più di 200 000 morti.
- 20 marzo 2010: il vulcano islandese Eyjafjöll entra in eruzione causando il blocco del traffico aereo in Europa.
- 17 dicembre 2010: in Tunisia scoppia la Rivoluzione dei Gelsomini e viene allontanato il presidente Zine El-Abidine Ben Ali assieme al proprio governo. Inizia così la primavera araba, che porta alla caduta dei capi di Stato al potere da decenni in Tunisia, Egitto, Libia e Yemen.
- 14 febbraio 2011: Bahrein: iniziano le sommosse popolari in Bahrein, per un cambiamento di regime politico.
- 15 febbraio 2011: scoppia la guerra civile in Libia.
- 11 marzo 2011: terremoto e maremoto in Giappone: in questo contesto avviene il disastro di Fukushima: grave incidente in una centrale nucleare giapponese.
- 15 marzo 2011: inizia la guerra civile siriana contro Assad.
- 2 maggio 2011: i Navy SEAL uccidono Osama bin Laden ad Abbottabad (Operazione Geronimo).
- 9 luglio 2011 è il Giorno dell'indipendenza del Sudan del sud dal Sudan, con il presidente Salva Kiir Mayardit
- Attentati del 22 luglio 2011 in Norvegia.
- 24 settembre 2011: Il primo ministro russo Vladimir Putin si candida alle elezioni russe del 2012 dando inizio a una serie di rivolte.
- 13 gennaio 2012: naufraga la nave da crociera Costa Concordia.
- Ondata di freddo del febbraio 2012 in Europa causa oltre 650 morti.
- 6 novembre 2012: Barack Obama viene rieletto presidente degli Stati Uniti d'America per un secondo mandato.
- 11 febbraio 2013: il papa Benedetto XVI annuncia ufficialmente di rinunciare al soglio pontificio.
- 13 marzo 2013: il cardinale argentino Jorge Mario Bergoglio viene eletto papa col nome di Francesco. È il primo pontefice sudamericano e gesuita della storia.
- 15 aprile 2013: attentato alla maratona di Boston.
- 3 luglio 2013: golpe egiziano del 2013, seguito dalla repressione della Fratellanza musulmana e dal Massacro di piazza Rabi'a al-'Adawiyya.
- 21 agosto 2013: attacco chimico di Ghūṭa.
- 29 e 30 dicembre 2013: attentati di Volgograd del 2013.
- 21 novembre 2013 - 23 febbraio 2014: Euromaidan, un movimento di protesta svoltosi a Kiev, si conclude con rovesciamento del governo di Viktor Janukovyč e l'instaurazione di una nuova costituzione.
- Rivoluzione ucraina del 2014.
- febbraio-aprile 2014: la regione ucraina filorussa della Crimea viene annessa dalla Russia; segue una guerra civile nel Donbass fra l'esercito ucraino supportato indirettamente dalla Nato e i separatisti filorussi supportati direttamente dalla Russia.
- 29 giugno 2014: tra Siria e Iraq viene proclamato il cosiddetto Stato Islamico (ISIS) con a capo il terrorista Abu Bakr al-Baghdadi. In risposta una coalizione a guida statunitense interviene militarmente contro l'ISIS in Iraq da agosto 2014 e in Siria da settembre 2014.
- 7 gennaio 2015: attentato alla sede di Charlie Hebdo.
- 2015-2018: una lunga serie di attentati rivendicati o attribuiti all'ISIS nel mondo: Attentati di Copenaghen, Attentato di Tripoli del gennaio 2015, Attentato al museo nazionale del Bardo di Tunisi, Attentato di Susa, Attentati di Ankara del 10 ottobre 2015, Attentato al Volo Metrojet 9268, Attentato alla sede di Charlie Hebdo, Attentati di Beirut del 12 novembre 2015, Attentati di Parigi del 13 novembre 2015, Attentati di Bruxelles del 22 marzo 2016, Strage di Orlando, Attentato del 28 giugno 2016 all'Aeroporto di Istanbul-Atatürk, Attentato di Dacca, Attentati di Baghdad del 3 luglio 2016, Strage di Nizza, Attentato all'ambasciata canadese a Kabul del 2016, Attentato del 19 dicembre 2016 a Berlino, Attentato di Istanbul del 2017, Attentato del 22 marzo 2017 a Londra, Attentato di Stoccolma del 2017, Attentato di Manchester del 22 maggio 2017, Attentato di Londra del 3 giugno 2017, Attentato di Barcellona del 17 agosto 2017, Attentato di Marsiglia del 1º ottobre 2017, Attentato di New York del 31 ottobre 2017, Attentato di Strasburgo dell'11 dicembre 2018.
- 2 aprile 2015: Kenya: avviene la strage di Garissa, ad opera di un gruppo islamista.
- 25 aprile 2015: un violentissimo terremoto di magnitudo 7,9 sulla scala Richter scuote il Nepal facendo più di 8 000 vittime.
- Estate-autunno 2015: crisi europea dei migranti. In risposta Operazione Mare nostrum, Operazione Triton e Operazione Themis.
- 8 dicembre 2015: inizia il Giubileo straordinario della misericordia.
- 23 giugno 2016: i cittadini del Regno Unito al referendum sulla permanenza del Regno Unito nell'Unione europea si esprimono per l'uscita del paese dall'Unione.
- 15 luglio 2016: tentativo fallito di colpo di Stato in Turchia.
- 24 agosto 2016: terremoto del Centro Italia del 2016.
- 20 gennaio 2017: insediamento del presidente degli Stati Uniti d'America Donald Trump.
- 26 aprile 2017: la navicella Cassini esplora lo spazio tra Saturno e i suoi anelli.
- 17 novembre 2018: in Francia iniziano le proteste del movimento dei gilet gialli.
- 15 marzo 2019: attentati di Christchurch.
- giugno 2019: in Australia devastanti incendi bruciano circa 16800000 ha di territorio e vengono domati solo a marzo del 2020.

## Anni 2020
- 9 gennaio 2020: inizia a manifestarsi la polmonite di Wuhan, che darà vita negli anni a seguire alla pandemia di COVID-19.
- 30 gennaio 2020: il Regno Unito esce dall'Unione europea.
- 2020-2021: Bielorussia: Proteste in Bielorussia: promessa del presidente Lukašėnka di dimissioni e di indire un referendum costituzionale per il 2022.
- 2020-2023: ha luogo in Africa, nella cosiddetta Cintura dei Golpe, una lunga serie di colpi di stato: Mali (18 agosto 2020), Niger (31 marzo 2021; respinto), Ciad (20 aprile 2021), Mali (24 maggio 2021), Guinea (5 settembre 2021), Sudan (25 ottobre 2021), Burkina Faso (23 gennaio 2022), Burkina Faso (30 settembre 2022), Sudan (15 aprile 2023; ha causato una guerra civile), Niger (25 luglio 2023), Sierra Leone (31 luglio 2023; respinto) e Gabon (30 agosto 2023).
- 6 gennaio 2021: assalto al Campidoglio degli Stati Uniti d'America.
- 20 gennaio 2021: insediamento del Presidente degli Stati Uniti d'America Joe Biden.
- 1º febbraio 2021: colpo di Stato in Birmania.
- 15 agosto 2021: i talebani conquistano l'Afghanistan.
- 24 febbraio 2022: la Russia invade militarmente l'Ucraina.
- 8 settembre 2022: muore la regina Elisabetta II del Regno Unito dopo 70 anni di regno.
- 6 maggio 2023: incoronazione di re Carlo III e della regina Camilla.
- 7 ottobre 2023: inizia il Conflitto Gaza-Israele.
- 5 novembre 2024: negli Stati Uniti viene eletto il repubblicano Donald Trump, al suo secondo mandato presidenziale.
- 8 dicembre 2024: in Siria viene rovesciato il regime baathista e il presidente Bashar al-Assad lascia il paese.
- 21 aprile 2025: muore Papa Francesco, 266° Papa della Chiesa Cattolica.
- 8 maggio 2025: viene eletto Papa Leone XIV, 267° Papa della Chiesa Cattolica.

## Invenzioni, scoperte, innovazioni

### Medicina
- 2003: viene completamente decifrato il genoma umano.
- 2007: viene annunciata da Craig Venter la creazione del primo cromosoma artificiale.
- 10 gennaio 2022: lo University of Maryland Medical Center di Baltimora esegue con successo il primo trapianto di cuore da un maiale a un uomo.

### Tecnologia
- All'inizio del secolo diventano popolari e si diffondono smartphone e social media.
- 2009: Digitalizzazione della moneta. Bitcoin la prima criptovaluta che ha dato il via a molte altre monete digitali.

### Fisica e matematica
- 2002: Grigorij Jakovlevič Perel'man dimostra la Congettura di Poincaré.
- 2008: al CERN di Ginevra viene acceso l'acceleratore di particelle LHC al fine di cercare il bosone di Higgs.
- 2012: al CERN di Ginevra per mezzo dell'acceleratore di particelle LHC è stata confermata l'esistenza del bosone di Higgs.
- 2016: l'11 febbraio viene confermata l'esistenza delle onde gravitazionali.

### Astronomia e astronautica
- 13 novembre 2009: l'agenzia spaziale NASA annuncia la presenza di acqua sulla Luna
- 12 novembre 2014; il lander Philae atterra sulla cometa 67P/Churyumov-Gerasimenko, rendendo così realizzato un nuovo successo spaziale
- 14 luglio 2015: la sonda New Horizons ha raggiunto e analizzato Plutone e i suoi satelliti.
- 22 febbraio 2017: l'agenzia spaziale NASA annuncia la scoperta di sette esopianeti simili alla Terra in orbita intorno alla nana rossa TRAPPIST-1.
- 10 aprile 2019: viene pubblicata la prima immagine mai catturata dell'ombra di un buco nero, M87, ottenuta dai dati raccolti dal progetto Event Horizon Telescope.

### Infrastrutture ed edilizia
- 4 gennaio 2010: viene inaugurato a Dubai, negli Emirati Arabi Uniti, il Burj Khalifa, che con i suoi 829,8 m è il grattacielo più alto del mondo
- 1º giugno 2016: viene inaugurato in Svizzera il tunnel ferroviario del Gottardo o Galleria di base del San Gottardo, che con i suoi 57 km è il più lungo del mondo